# Viacard

Viacard-Logo

Als Viacard (auch VIA-Card) wird die in Italien benutzte Karte zur Begleichung der Gebühren (Maut) für das italienische Autobahnnetz bezeichnet. Sie kann für alle PKW (auch mit Anhänger) benutzt werden.
→ Siehe Hauptartikel: Maut in Italien

## Allgemeine Informationen zur Viacard
Die Viacard gibt es zum einen als sogenannte Guthabenkarte (Prepaid-Karte) mit einem Anfangsguthaben von 25 €, 50 € oder 75 €. Sie ist im Scheckkartenformat und besitzt einen Magnetstreifen zum Speichern des Guthabens. Die VIACARD hat kein Ablaufdatum und ist somit unbegrenzt gültig und übertragbar, kann also auch an andere Autofahrer bzw. Fahrzeuge weitergegeben werden. Im Konvoi fahrende Fahrzeuge benötigen allerdings jeweils eine eigene Karte. Sie gilt an den mit Mautpersonal besetzten Abfertigungsstellen sowie an den eigens für Viacardbesitzer eingerichteten, automatischen Abfertigungsspuren.
Diese Variante der Viacard ist seit 2015 nur bei einem Automobilclub in Deutschland erhältlich (Auto Club Europa) sowie an Mautstellen und Raststätten.
Zum anderen existiert auch eine „Postpaid-Variante“ der Viacard. Dabei werden die angefallenen Mautgebühren im Nachhinein vom Girokonto des Inhabers abgebucht. Um eine solche Viacard zu erhalten, wird zwingend ein Girokonto bei einer italienischen Bank benötigt. Das Angebot ist somit für die meisten Touristen weniger interessant.
Da heute generell auch Kreditkarten zur Begleichung der Maut akzeptiert werden, hat die Bedeutung der Viacard als Maut-Zahlungsmittel abgenommen.

## Funktionsweise
Die anfallenden Autobahngebühren werden bei Verlassen der Autobahn durch Einschieben an entsprechenden Automaten abgebucht. Die Viacard ist nicht aufladbar. Wenn das Guthaben aufgebraucht ist, ist die Karte wertlos. Falls die anfallende Gebühr höher ist als das auf der Karte gespeicherte Guthaben, kann das Restguthaben z. B. über eine zweite Viacard beglichen werden, oder teilweise auch mit Kreditkarte bzw. Bargeld. Mehr als zwei Viacards können jedoch für die Bezahlung eines fälligen Betrages nicht verwendet werden.

## Autobahngebühr begleichen
Bei Ansteuern der Autobahnabfahrt ist die zu wählende Spur durch die örtliche Beschilderung ersichtlich. Nicht alle Autobahnabfahrten verfügen über Schalter zur automatischen Abrechnung. Zunächst muss das Autobahnticket, das beim Auffahren auf die gebührenpflichtige Autobahn bezogen wurde (im „geschlossenen System“), in den Schalter eingeschoben werden. Daraus geht der zu zahlende Betrag hervor. Danach wird der Betrag durch Einschieben der Viacard beglichen und das neue Guthaben auf der Karte gespeichert. Das Restguthaben wird angezeigt.
Vorsicht ist geboten, wenn das Guthaben auf der Viacard nicht mehr ausreicht. Wenden oder Rückwärtsfahren, um einen bemannten Mautschalter anzusteuern, ist verboten und kann mit hohen Bußgeldern geahndet werden. Außerdem verfügen nicht alle Autobahnabfahrten in Italien über bemannte Mautstationen. Bei derartigen Problemen ist vielmehr durch Betätigen des Hilfeknopfes („Assistenza“) die Ausstellung einer Mautnacherhebung auszulösen. Daraufhin wird unmittelbar die Weiterfahrt ermöglicht.